# Franz Mozart (Bildhauer)
Franz Mozart (getauft 3. Oktober 1681 in Augsburg; † 31. März 1732 in Straubing) war ein deutscher Bildhauer in Straubing.

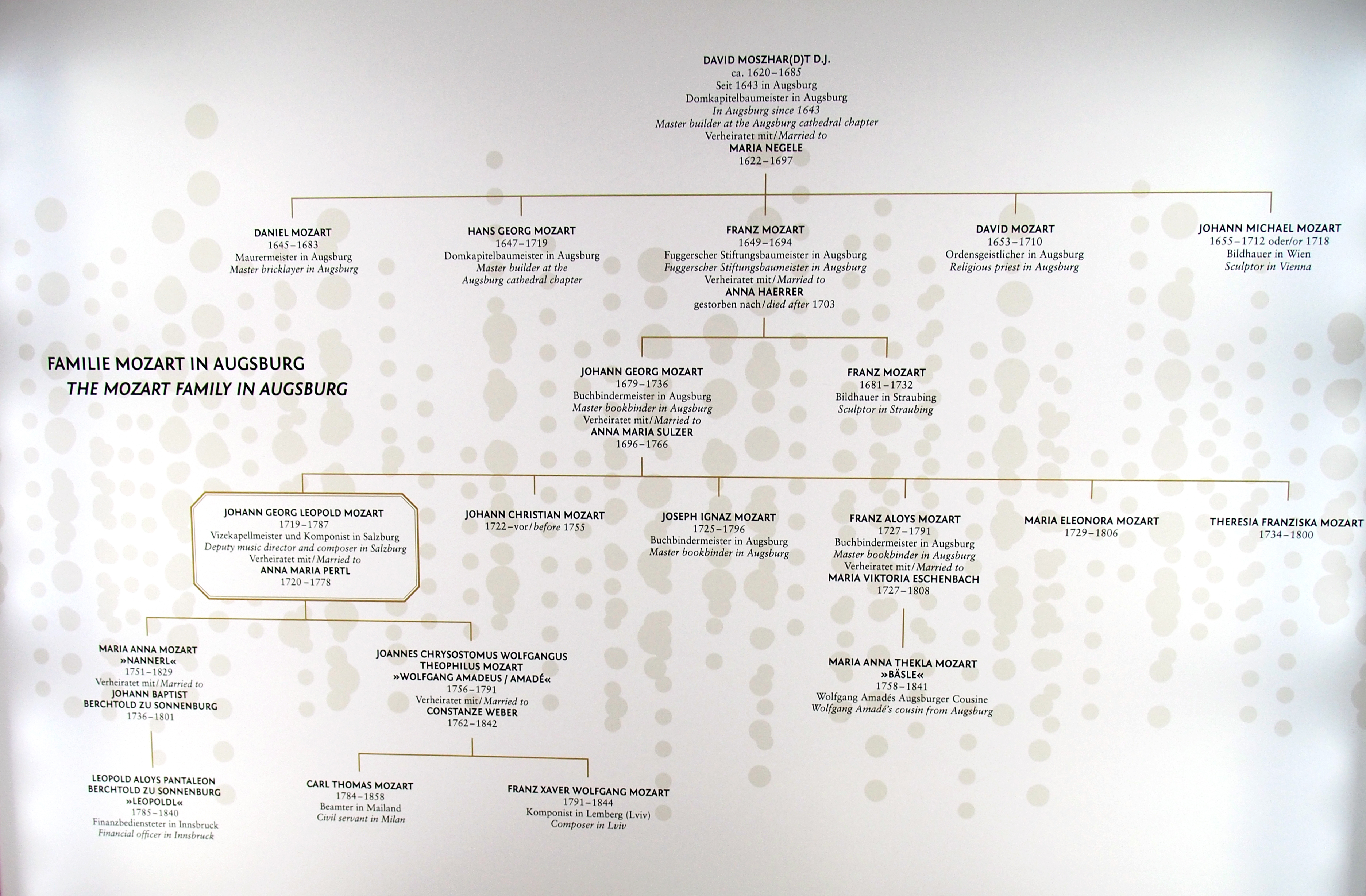
Stammbaum der Mozartfamilie

## Herkunft und Werdegang

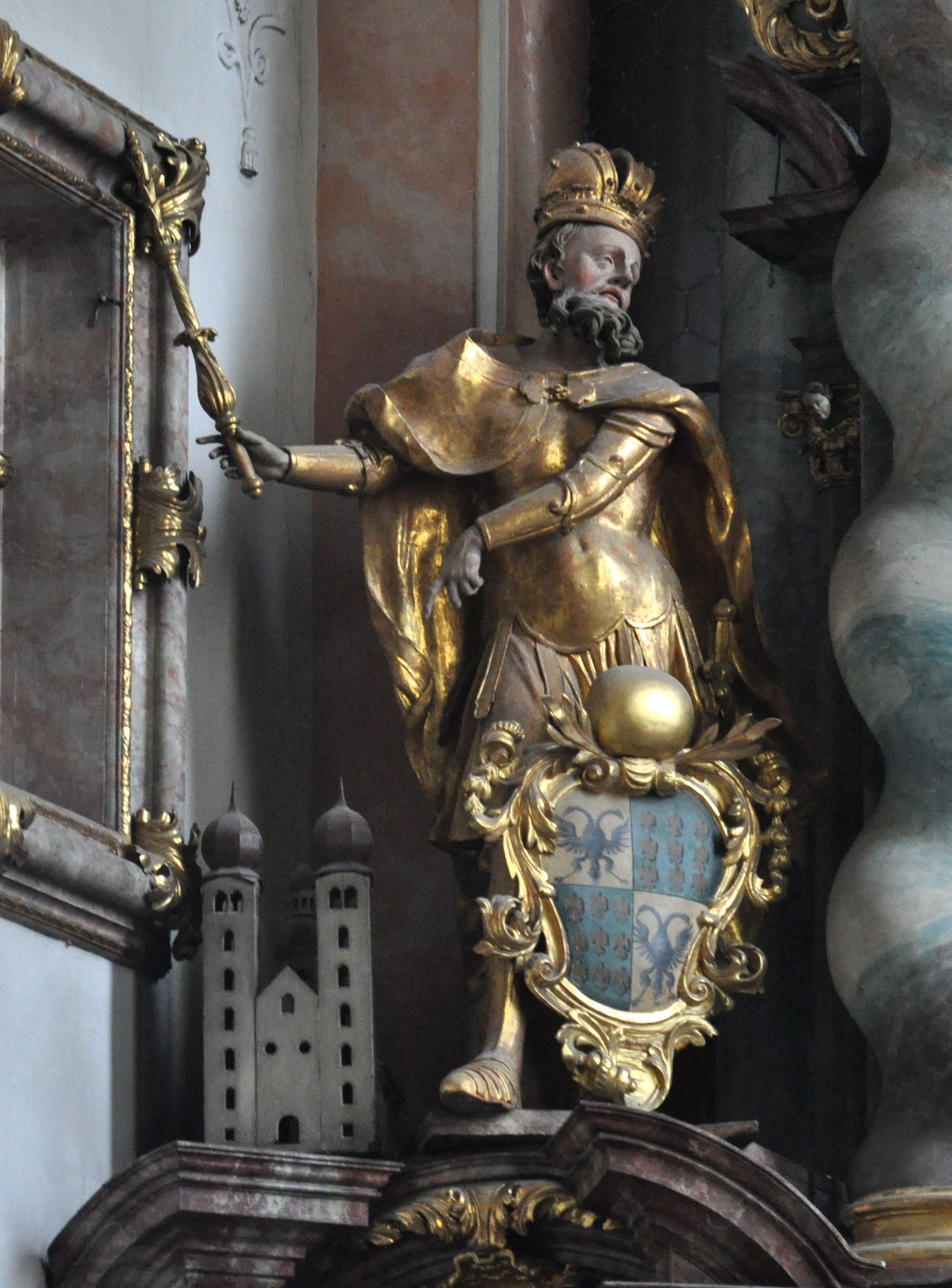
Karl der Große am Hochaltar der Klosterkirche Metten

Franz Mozart war Sohn des Augsburger Maurers und Baumeisters gleichen Namens, des Urgroßvaters von Wolfgang Amadeus Mozart und Mitglieds der Künstlerfamilie Mozart. Er wuchs in der Fuggerei auf. Über eine Lehrzeit in Augsburg ist nichts verzeichnet; es wird angenommen, dass Franz sie nach dem frühen Tod seines Vaters bei seinem Onkel, dem Bildhauer Johann Michael Mozart, in Wien verbrachte. Um 1706 zog Mozart nach Straubing, heiratete die um zwanzig Jahre ältere Anna Maria (1661–1734), Witwe von Hanns Georg Fux, erhielt dadurch dessen Bildhauergerechtigkeit und wurde der einzige bürgerliche Bildhauer der Stadt. Die meisten Aufträge der Straubinger Stadtpfarrei St. Jakob gingen in der Folge an ihn.
Franz Mozart starb im Alter von 50 Jahren und wurde bei St. Peter begraben. Die Bildhauergerechtsame übernahm Simon Hofer (1683–1749), der Mozarts Stieftochter geheiratet hatte.

## Werke
Zu einer Krippe, für die Mozart 1707 Figuren schnitzte, steuerte Cosmas Damian Asam gemalte Figuren bei; sie und die zahlreichen nach den Unterlagen außerdem nachweislich von Mozart stammenden Arbeiten in St. Jakob sind jedoch heute verloren. Erhalten und nachweislich von Mozart sind
- vier Figuren an den Seitenaltären der Klosterkirche in Neukirchen beim Heiligen Blut, sie stellen St. Anna und St. Joachim sowie St. Elisabeth und St. Zacharias dar
- ein überlebensgroßer Kopf vom Hauptaltar der Pfarrkirche Mariä Himmelfahrt in Deggendorf, heute im Bayerischen Nationalmuseum.

Sehr wahrscheinlich von Mozart stammen Figuren am Altar der Klosterkirche St. Michael in Metten, Bildnisse Karls des Großen und St. Benedikts von Nursia.

## Filme
- Mozarts Geheimnisse, Dokumentarfilm von Bernhard Graf, BR 2019.
- Mozart – die wahre Geschichte, Dokumentarspiel von Bernhard Graf, BR 2012.
- Eingetaucht in die Ewigkeit, Augsburg – die bayerische Mozartstadt, Spurensuche von Bernhard Graf, BR 2011.